# Морисонвил (Илиноис)
Морисонвил (енгл. Morrisonville) град је у америчкој савезној држави Илиноис.

## Демографија
По попису из 2010. године број становника је 1.056, што је 12 (-1,1%) становника мање него 2000. године.
| Група             | 2000.         | 2010.         |
| Белци             | 1.049 (98,2%) | 1.035 (98,0%) |
| Афроамериканци    | 1 (0,1%)      | 6 (0,6%)      |
| Азијати           | 5 (0,5%)      | 0 (0,0%)      |
| Хиспаноамериканци | 6 (0,6%)      | 9 (0,9%)      |
| Укупно            | 1.068         | 1.056         |